# ギタレレ

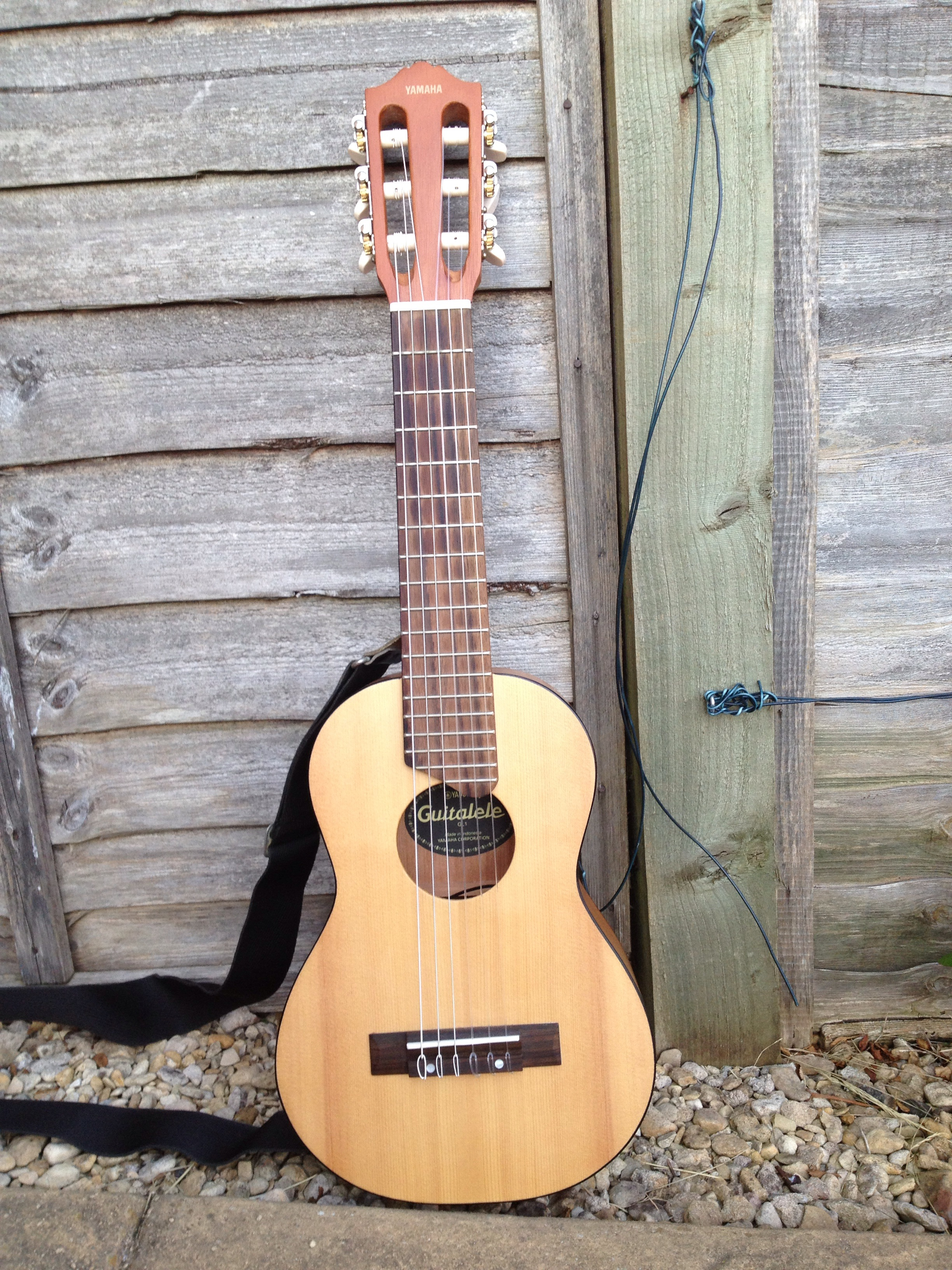
YAMAHA GL-1

ギタレレ(英: guitalele)とはヤマハが製造販売をしているミニギターの製品名かつ登録商標である。ウクレレのようにコンパクトで、ギターと同じ運指で弾けるのが特徴。

## 概要
通常のギターの完全四度上のA-D-G-C-E-A(5フレットに相当)に調弦する。
ギタレレの大きさはテナーウクレレに相当し、4弦から1弦の調弦もLowGウクレレの調弦と同様である。同様のコンセプトを持つ商品としてARIAのG-Uke、CordobaのGuileleなどがある。
弦は通常クラシックギター用のナイロン、フロロカーボン製の弦を用いるが、他社製品ではスチール弦を使用したモデルもある。